# Nationaal Park Harz
Het Nationaal Park Harz (Duits: Nationalpark Harz) is een nationaal park in Duitsland, in Nedersaksen en in Saksen-Anhalt. In 2005 is het Nationaal park Hochharz eraan toegevoegd.
Het park is bijna 247 km² groot, waarvan 158 km² in Nedersaksen. Het park omvat daarmee circa tien procent van de Harz rondom de berg Brocken, van Herzberg in het zuiden tot Bad Harzburg en Ilsenburg in het noorden.
95 % van het gebied bestaat uit bos, voornamelijk naaldbomen.

## Fauna
In de Harz leven zeldzame dieren zoals de zwarte ooievaar. De Euraziatische Lynx is in 1999 hier via een herintroductieproject terechtgekomen, nadat deze een kleine honderd jaar eerder uit deze streken was verdwenen. In 2002 kon geconstateerd worden dat deze zich in het wild had voortgeplant, meestal een teken dat de herintroductie succesvol is.

## Externe link

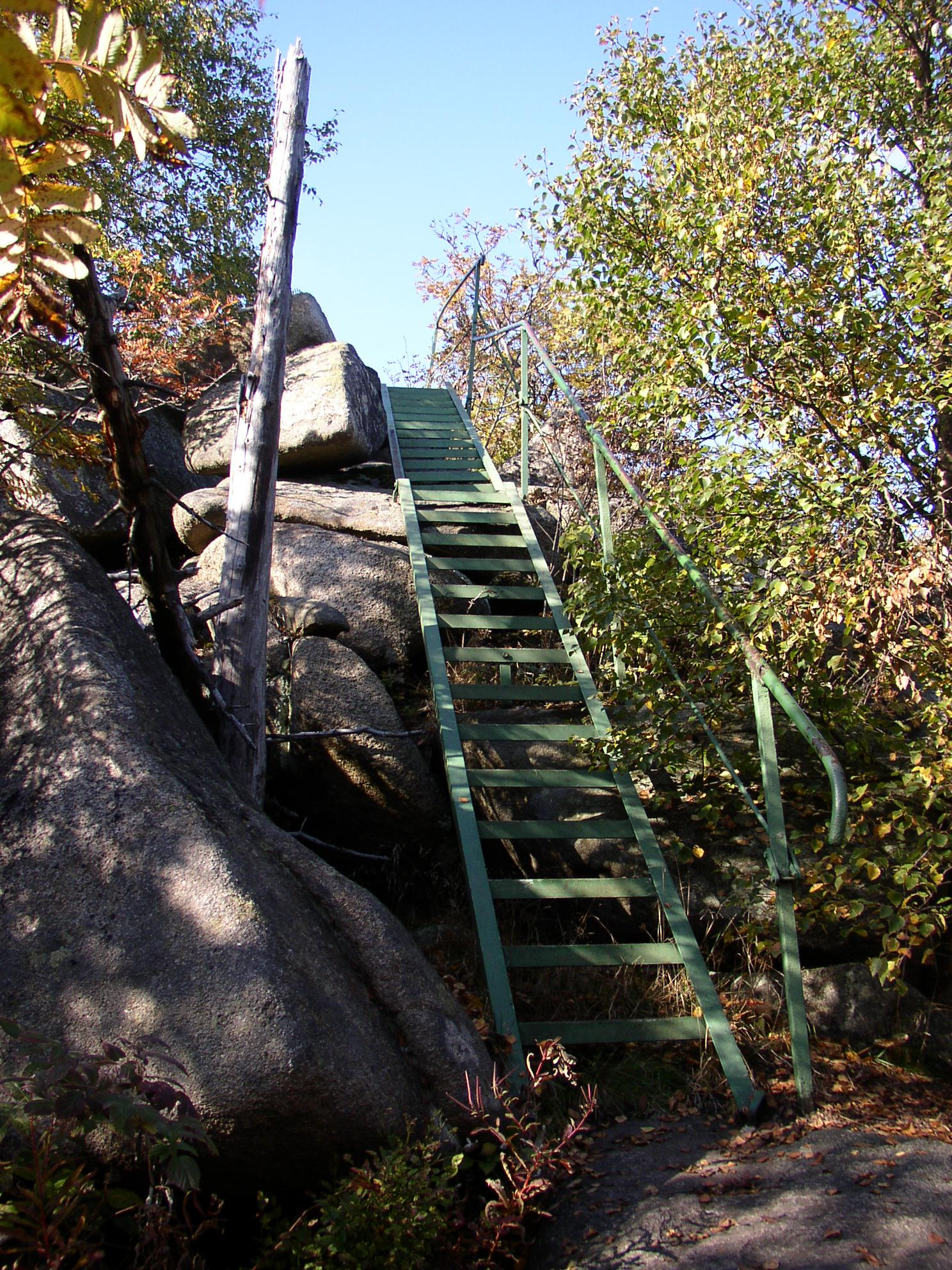
Leistenklippe